# Alapítvány
Az alapítvány az alapító által az alapító okiratban meghatározott tartós cél folyamatos megvalósítására létrehozott jogi személy. Az alapító az alapító okiratban meghatározza az alapítványnak juttatott vagyont és az alapítvány szervezetét. Az alapítvány vagyoni értékek felajánlását jelenti az alapító által megjelölt törvényes célra. Az alapítvány csak a bírósági nyilvántartásba vétellel jön létre; az alapítványt a székhelye szerint illetékes törvényszék veszi nyilvántartásba. A nyilvántartásba vételre irányuló kérelmet az alapítónak kell beadnia a bírósághoz .
Az alapítvány lényeges ismérve volt korábban a meghatározott közérdekű célra rendelt, megfelelő szervezet kezelésében levő vagyon.  
A hatályos polgári törvénykönyv (2013. évi V. törvény) helyreállította a magánalapítvány jogintézményét azáltal, hogy nem követeli meg a közérdekű célra rendelést.
Alapítvány létrehozása történhet alapító okirattal, végrendelettel, öröklési szerződéssel vagy jogszabállyal.
Alapítvány elsődlegesen gazdasági tevékenység folytatása céljából nem alapítható.

## A hatályos magyar polgári törvénykönyvben
A polgári törvénykönyvről szóló 2013. évi V. törvény harmadik könyvének (A jogi személy) hatodik része (címe: Alapítvány) foglalkozik az alapítványok jogállásával. 
- (XXIII. Cím)
- Az alapítvány létesítése végintézkedéssel (XXIII. Cím)
- Az alapító okirat (XXIV. Cím)
- Az alapítói jogok gyakorlása  (XXV. Cím)

- A törvény a korábbi szabályhoz képest részletesebben szabályozza az alapítvány megszűnésének eseteit is. Az alapítvány az arra döntési kompetenciával rendelkező szerv vagy az alapító döntése alapján megszűnhet jogutódlással vagy jogutód nélkül.
- A törvény nem teszi lehetővé más jogi személy típusba történő átalakulását, jóllehet ez a tilalom sem a jogi személyek általános részében, sem az alapítványi szabályozás között szó szerint nem szerepel. A tilalmat az alapítvány átalakítására vonatkozó azon rendelkezésből vezetjük le, amely alapítvány esetében csak az összeolvadásról és a szétválásról rendelkezik.
- Az alapítvány nem alakulhat át; kizárólag alapítvánnyal (adott esetben többel) egyesülhet, és (két vagy több) alapítványra válhat szét. Az egyesülésről és a szétválásról történő döntés az alapító okirat ellenkező rendelkezésének hiányában az alapítvány alapító jogainak jogosultja hatáskörébe tartozik. Az eredeti alapítványi célt az összeolvadás és szétválás során figyelembe kell venni, az összeolvadás és a szétválás nem sértheti a fenti 3:393. §-ban védett értékeket. A célt és a vagyont ezen rendelkezések betartásával kell az összeolvadásnál és szétválásnál figyelembe venni. Ha az összeolvadással vagy szétválással érintett alapítványnak eredetileg több célja volt, akkor a jogutód alapítványok osztozhatnak a célokon. Értelemszerűen a 3:393. §-ban foglaltak érvényre juttatása érdekében az egyesülés és a szétválás nem járhat az alapítványi vagyonnak az alapító részére való visszaadásával. Az összeolvadásnál és a szétválásnál a jogi személyek általános szabályait is figyelembe kell venni, ott további utalás történik az átalakulásra is.[4]

### Tevékenységének korlátai
Alapítvány nem alapítható gazdasági tevékenység folytatására.  Az alapítvány az alapítványi cél megvalósításával közvetlenül összefüggő gazdasági tevékenység végzésére jogosult. 
Alapítvány nem lehet korlátlan felelősségű tagja más jogalanynak, nem létesíthet alapítványt és nem csatlakozhat alapítványhoz. Ha e törvény eltérően nem rendelkezik, alapítvány nem hozható létre az alapító, a csatlakozó, az alapítványi tisztségviselő, az alapítványi szervek tagja, valamint ezek hozzátartozói érdekében. Nem sérti e rendelkezést az alapítvány tisztségviselőinek szerződés szerint járó díjazása.

### Alapítvány létesítése több alapító által
Több személy együttesen is létesíthet alapítványt.  (2) Ha több alapító létesít alapítványt, az alapítói jogokat az alapítók együttesen gyakorolják. 

### Az alapításra vonatkozó jognyilatkozat visszavonása
Az alapító a nyilvántartásba történő bejegyzés jogerőre emelkedéséig vonhatja vissza az alapításra vonatkozó jognyilatkozatát.

### A vagyoni juttatás teljesítése
Az alapító köteles az alapítványi cél megvalósításához szükséges, az alapító okiratban vállalt vagyoni juttatást teljesíteni. Az alapítónak legalább az alapítvány működésének megkezdéséhez szükséges vagyont a nyilvántartásba-vételi kérelem benyújtásáig át kell ruháznia az alapítványra.  Az alapítónak a teljes juttatott vagyont legkésőbb az alapítvány nyilvántartásba vételétől számított egy éven belül kell átruháznia az alapítványra. Ha az alapító az alapító okiratban meghatározott határidőn belül a teljes juttatott vagyont nem ruházza át az alapítványra, a kuratórium az alapítót megfelelő határidő tűzésével felszólítja kötelezettségének teljesítésére. A határidő eredménytelen elteltét követően a nyilvántartó bíróság – a kuratórium bejelentése alapján – az alapítói jogok gyakorlását felfüggeszti. A felfüggesztés időtartama alatt az alapítói jogokat a nyilvántartó bíróság gyakorolja. Az alapítói jogok felfüggesztése nem mentesíti az alapítót az alapító okiratban vállalt kötelezettségei alól.

### Csatlakozás az alapítványhoz
Nyilvántartásba vett alapítványhoz csatlakozni vagyoni juttatás teljesítésével, az alapító okiratban meghatározott feltételekkel lehet.
Ha a csatlakozó az alapító okirat alapján alapítói jogok gyakorlására jogosult, a csatlakozást követően az alapítói jogokat az azok gyakorlására jogosult más személyekkel együttesen gyakorolhatja.

### Az alapítvány vagyonának kezelése, védelme
Az alapítvány vagyonát céljának megfelelően, az alapító okiratban meghatározott módon kell kezelni és felhasználni. Az alapító és a csatlakozó az alapítvány részére juttatott vagyont nem vonhatja el és nem követelheti vissza; az alapító okirat ettől eltérő rendelkezése semmis. Ezt a rendelkezést megfelelően alkalmazni kell az alapító és a csatlakozó jogutódjára is.

### A kedvezményezett
Az alapítvány vagyona terhére az alapítvány céljának megvalósításával összefüggésben annak a személynek juttatható vagyoni szolgáltatás, akit az alapító okirat vagy – az alapító okirat rendelkezése hiányában – az erre jogosult alapítványi szerv kedvezményezettként megjelöl.

### Az alapító és hozzátartozója mint kedvezményezett
Az alapító és a csatlakozó abban az esetben lehet az alapítvány kedvezményezettje, ha az alapítvány célja az alapító tudományos, irodalmi vagy művészeti alkotásainak gondozása. Az alapító és a csatlakozó hozzátartozója abban az esetben lehet az alapítvány kedvezményezettje, ha az alapítvány célja a hozzátartozó tudományos, irodalmi vagy művészeti alkotásainak gondozása, a hozzátartozó ápolása, gondozása, tartása, egészségügyi ellátási költségeinek viselése, iskolai tanulmányainak ösztöndíjjal vagy egyéb módon történő támogatása.

### A kedvezményezett alapítvánnyal szemben támasztható igényei
A kedvezményezettként megjelölt személy nem támaszthat igényt az alapítvánnyal szemben, kivéve, ha a) az alapító okirat a kedvezményezett személyt, a neki járó szolgáltatást és a teljesítés időpontját a teljesítéshez szükséges módon meghatározza; vagy b) a kuratórium a kedvezményezett részére szóló juttatásról döntött, döntését a kedvezményezettel közölte, és a jogosult a juttatás feltételeit elfogadta.

### Alapítvány létesítése végintézkedéssel
Alapítvány írásbeli végrendeletben vagy öröklési szerződésben is létesíthető. Ilyen esetben a végintézkedésnek tartalmaznia kell az alapító okirat tartalmi elemeit. Írásbeli végrendeletben vagy öröklési szerződésben létesített alapítvány esetén az alapítvány nyilvántartásba vétele iránt a kuratórium tagjának kijelölt személy köteles eljárni. Ha a nyilvántartásba vétel iránt egyik kuratóriumi tagnak kijelölt személy sem intézkedik, a nyilvántartó bíróság által kijelölt ügygondnok jár el.  A végrendeletben vagy öröklési szerződésben létesített alapítvány a nyilvántartásba vétellel az alapító halálának időpontjára visszamenő hatállyal jön létre.  Az alapítvány nyilvántartásba vétele ügyében eljáró személy jogosult a vagyon érdekében eljárni és köteles annak megóvása érdekében a szükséges intézkedéseket megtenni.

### Alapítvány létesítése meghagyással
Alapítvány létesítését az örökhagyó meghagyásban is elrendelheti. A meghagyásban meg kell határozni a létesítendő alapítvány célját és vagyonát, valamint ki kell jelölni azt a személyt, aki az alapítvány létrehozását követelheti.
Ha a meghagyást annak kötelezettje felszólítás ellenére nem teljesíti, az alapítvány létrehozásának követelésére jogosult személy a bíróságtól kérheti az alapítvány alapító okiratának ítélettel történő pótlását és az örökös vagy a hagyományos kötelezését az alapítványi vagyon szolgáltatására. Az alapítvány létrehozásának követelésére jogosult személy a bíróság határozata alapján kérheti a nyilvántartó bíróságtól az alapítvány nyilvántartásba vételét.

### A végintézkedéssel létesített alapítvány meghiúsulása
Ha végrendeletben vagy öröklési szerződésben tett közérdekű célú alapítvány nem jön létre, az örökhagyó juttatása közérdekű meghagyásnak minősül, és az alapítványnak szánt vagyont a meghiúsult alapítvány céljának megvalósítása érdekében kell kezelni. Ha végrendeletben vagy öröklési szerződésben nem közérdekű célra tett alapítvány nem jön létre, az így érintett vagyon a hagyaték részét képezi.

### Az alapító okirat tartalmi elemei
- 2013. évi V. törvény 3:391. § (1) és (2) bek.
- Az alapító az alapító okiratban az alapítvány szervezeti egységét jogi személynek nyilváníthatja.[33]

### A kuratórium
A kuratórium az alapítvány ügyvezető szerve. A kuratórium tagjai az alapítvány vezető tisztségviselői.  A kuratórium három természetes személyből áll, akik közül legalább kettőnek állandó belföldi lakóhellyel kell rendelkeznie. Az alapítvány kedvezményezettje és annak közeli hozzátartozója nem lehet a kuratórium tagja. Az alapító okirat eltérő rendelkezése semmis. Az alapító és közeli hozzátartozói nem lehetnek többségben a kuratóriumban. Az alapító okirat eltérő rendelkezése semmis. Az alapító az alapítvány egyszemélyes ügyvezető szervéül kurátort nevezhet. A kurátorra a kuratóriumra vonatkozó szabályokat megfelelően alkalmazni kell.
- 3:398. § A kuratóriumi tagsággal kapcsolatos előírások
- 3:399. § A kuratórium működése
- 3:400. § A felügyelőbizottság
- 3:401. § Egyéb alapítványi szervek
- 3:402. § Az alapítvány átalakulása
- 3:403. § Az alapítvány megszűnése
- 3:404. § A jogutód nélkül megszűnő alapítvány vagyona

## Története Magyarországon
Az alapítványoknak régi hagyományai vannak Magyarországon. Eredetileg a nemesi családok által létrehozott pénzbeli vagy vagyoni alap volt különféle jótékony célokra, az iskolázás, egészségügyi ellátás fejlesztésére, az egyház, a családtagok támogatására stb. Ez része volt a földesúri kötelezettségeknek. 1030 körül Szent István király alapított ispotályt a magyar zarándokok részére Jeruzsálemben, majd 1135-ben Petronella úrnő vásárolt ugyanitt házat a zarándokok elszállásolására. Ezen intézmények később a Szent István Kanonokrend kezelésébe mentek át. Horváth György és Szirmay Mihály Miskolcon 1407-ben a Mindenszentek ispotályos egyház igazgatójának Tenke falut adományozta egy halotti mise alapítványául.
Számos nagy országos intézmény alapítványként jött létre. Buda 1686-os visszafoglalás után Széchényi György esztergomi érsek több mint félmillió forintot hagyott a budai várfalak helyreállítására, a jezsuita és a kapucinus rendház felépítésére, a pesti invalidusházra és a polgári kórházra. A 18. században további templomok, zárdák, vallási emlékművek, búcsújáró helyek létesültek. Az 1760–90-es években a pesti tanácsnál egyszerű polgárok is tettek 2-20 ezer forint összegben alapítványokat a szegények és öregek javára. Széchényi Ferenc 1802-ben a Magyar Nemzeti Múzeum és az országos könyvtár alapjait teremtette meg. Marczibányi István 1815-ben a nemzeti színház, a Rókus-kórház, a budai irgalmas és a Szent Erzsébet gyógyító rendnek tett alapítványt.
A mai Budapest szinte minden jótékony intézete alapítványként jött létre: szegényház Budán és Pesten (1817), vakok intézete (1826), árvaház (1843), Irgalom Háza (1892), Menház (1893), szülőotthon (1910), Kisipari Hitelintézet (1918). Kisebb alapítvány sok volt. Polgárok, társaságok, egyesületek intézmények létesítették árvák nevelésére, tanulók jutalmazására, kórházi ápolásra stb. 1934-ben a főváros már 407 alapítványt kezelt: árvaházi helyekre 102 alapítványt, diákok jutalmazására 65 alapítványt, özvegyek, árvák, vakok javára 59 alapítványt, menhelyekre, szeretetotthonokra 52 alapítványt, sírok, kripták fenntartására 41 alapítványt, kórházi ápolásra 39 alapítványt, egyéb szociális célokra 24 alapítványt, irodalmi és művészi díjakra 18 alapítványt, kiházasításra 7 alapítványt.
A második világháború előtt az alapítvány, valamely (többnyire tartós) cél szolgálatára rendelt, önálló szervezetű vagyontömeg volt. Jogi személy volt. Az alapítvány keletkezéséhez alapító ügylet volt szükséges, ám hatósági jóváhagyásra nem volt szükség. A közérdekű alapítványok hatósági felügyelet alá tartoztak, sőt egy részük, az ú. n. közalapítványok közvetlenül a felügyeleti hatóság kezelése alatt álltak.
A második világháború után a pártállam a társadalmi élet valamennyi eleme felett igyekezett központi hatalmat gyakorolni. Az állam központosította a szociális feladatok ellátását is. A Gazdasági Főtanács az  egyik  1948-as határozatával vázolta az állami költségvetés tervezett új rendszerét, amelyben bevételként számoltak az alapítványok, alapok és egyesületek megszüntetésével. Erről még 1948-ban egy MT-rendelet rendelkezett. Valamennyi fennálló alapítvány – a harmadik szektornak nevezett többi társadalmi szervezettel, egyesülettel együtt  – elveszítette önállóságát vagy teljesen megszűnt. 
Az 1959. évi IV. törvény (polgári törvénykönyv) rendszerváltás előtti  eredeti rendelkezései szerint az alapítvány olyan önálló vagyon volt, amelynek felhasználási célját az alapító határozta meg, kezelésére megfelelő szervet rendelt ki, s a vagyonból származó jövedelmet a kezelő szerv a cél szolgálatában köteles volt felhasználni. Ha az alapító kezelő szervet nem jelölt meg, a felügyeleti hatóság intézkedett annak felállításáról.
A Ptk. tehát az alapítványt kizárólag   közérdekű célra való kötelezettségvállalásként ismerte el. Mint jogi személyt csak a Ptk 1987-ben beiktatott 74/A. §-a ismerte el ismét.
Független alapítványok létrehozására és a civil szféra újjászerveződésére csak az 1989-es rendszerváltás után kerülhetett sor. Azóta nincs felügyeleti szerv, a törvényességi felügyeletet az ügyészség látja el. A törvény elismeri, hogy az alapítvány jogi személy.

## A közalapítvány

### Története
A közalapítványt már 19. századi jogunk ismerte. A közalapítványi javak  és az alapítvány között csupán a cél kijelölése tekintetében volt különbség. A magyar közalapítványi javak ingatlan és ingó jószágokból, valamint jelentékeny pénztőkéből állanak, amelyek természetük szerint voltak  beosztva az egyes szakminiszterek kezelése alá, a legtöbb közülük a vallás- és közoktatási minisztérium ügykörébe.
A legfontosabbak a következők voltak: 
1. A magyarországi katolikus vallás-alap (Vallás-alap);
2. A magyarországi katolikus tanulmányi alap (Tanulmányi alap);
3. Az egyetemi alap (Tudomány-egyetemi alapok);
4. A magyarországi református közalap ( Baldácsy-alapítvány);
5. Ludovika-alapítvány (Ludovika-akadémia) stb.

Mindezen közalapítványokon kívül még sokféle más célokra rendelt magyar közalapítvány volt, amelyeknek eredete nagyon különböző forrásokra vezethető vissza és ennek megfelelően jogi természetük is nagyon különböző volt. Így pl. a tanulmányi és a vallás-alapnak tulajdonjogi természete annyira vitás volt a 19. század végén, hogy ezeket nem is vették fel  az államnak a törvényhozás elé terjesztett költségvetéseibe és zárszámadásaiba, hanem azoknak felügyeletét és ellenőrzését ideiglenesen külön ellenőrző-bizottságra ruházták. Az egyéb közalapítványi javakat viszont a miniszterek rendes alkotmányos felelőssége mellett kezelték.
A közalapítványok hatósági felügyelet alatt álltak; ezeket általában a közalapítványi királyi ügyigazgatóság képviselte. A Közalapítványi Ügyigazgatóságot  1949. évi december hó 31. napjával a 4355/1949. (XII. 30.) MT rendelet megszüntette. Az olyan ügyekben, amelyekben a jogi képviseletet a Közalapítványi Ügyigazgatóság látta el, az 1950. évi január hó 1. napjától kezdve ebben a feladatkörben az igazságügyminiszter Jogügyi Hivatala járt el. Azoknak a tennivalóknak az ellátásáról, amelyek eddig a Közalapítványi Ügyigazgatóság feladatkörébe tartoztak és amelyeket a jelen rendelet nem utalt a Jogügyi Hivatal feladatkörébe, tárcájuk körében az érdekelt miniszterek gondoskodtak. Az MT rendelet végrehajtásáról a vallás- és közoktatásügyi miniszterrel egyetértésben az igazságügyminiszter gondoskodott. 
A rendszerváltás után az 1959. évi IV. törvénynek (polgári törvénykönyv) az 1993. évi XCII. törvénnyel megállapított 74/G. §-a ismét lehetővé tette közalapítványok létrehozását. Ezek szerint az Országgyűlés, a Kormány, a helyi önkormányzat, vagy kisebbségi önkormányzat képviselő-testülete közfeladat ellátásának folyamatos biztosítása céljából közalapítványt hozhatott létre. Közfeladatnak minősült az az állami vagy helyi önkormányzati feladat, amelynek ellátásáról – jogszabály alapján – az államnak vagy az önkormányzatnak kell gondoskodnia. A közalapítvány létrehozása nem érintette az államnak, illetve az önkormányzatnak a feladat ellátására vonatkozó kötelezettségét. 